# Bujok, Zolociv
Bujok (în ucraineană Бужок) este un sat în comuna Bilîi Kamin din raionul Zolociv, regiunea Liov, Ucraina.

## Demografie
Componența lingvistică a localității Bujok
     Ucraineană (99,24%)
     Alte limbi (0,76%)
Conform recensământului din 2001, majoritatea populației localității Bujok era vorbitoare de ucraineană (99,24%), existând în minoritate și vorbitori de alte limbi.